# Sarah McLachlan

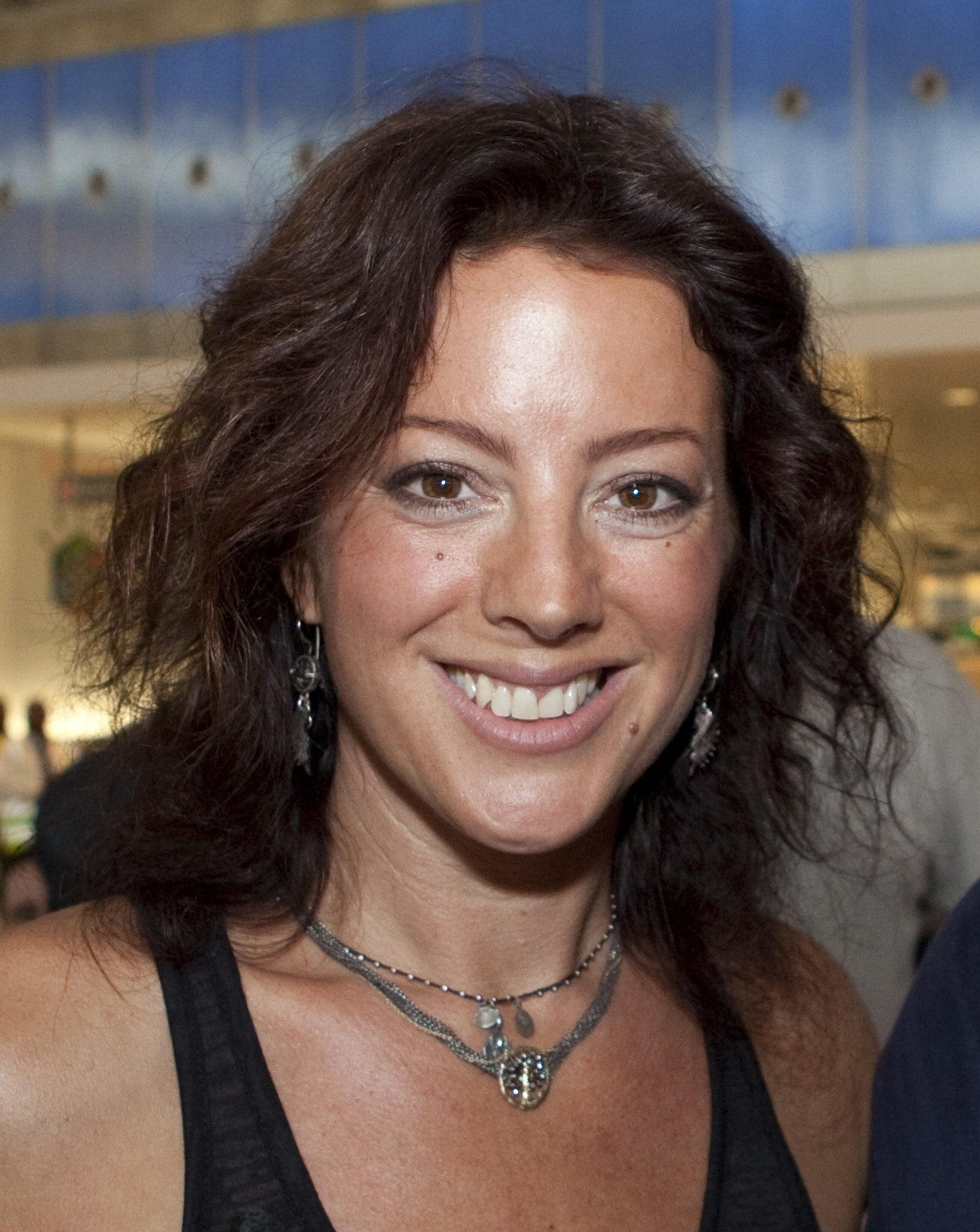
Sarah McLachlan (2010)

Sarah Ann McLachlan, OC, OBC, [ˈsɛɹə æn məˈklɑːklən] (* 28. Januar 1968 in Halifax, Nova Scotia) ist eine kanadische Singer-Songwriterin.

## Leben

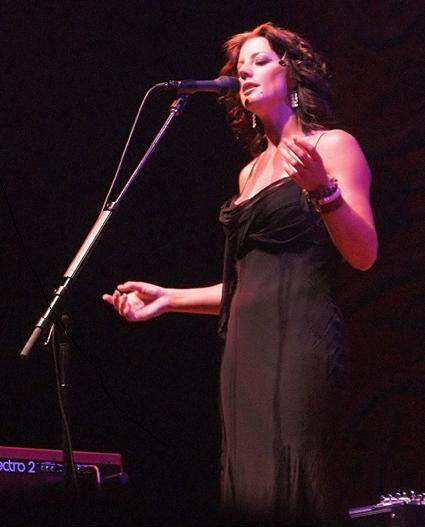
Sarah McLachlan (2005)

McLachlan wurde im Kindesalter adoptiert. Im Alter von 17 Jahren spielte sie mit der New-Wave-Band October Game. Im Jahr 1988 unterschrieb sie einen Plattenvertrag mit dem Independentlabel Nettwerk. Danach zog sie nach Vancouver, wo sie ihre erste Platte, Touch, aufnahm. Ihr folgendes Album Solace brachte ihr 1991 den kommerziellen Durchbruch in ihrer kanadischen Heimat.
Im Laufe ihrer Karriere hat Sarah McLachlan über 25 Millionen Alben verkauft und drei Grammys gewonnen. Sie ist die Initiatorin von Lilith Fair, einem wandernden Musikfestival, das in den Jahren 1997 bis 1999 in Kanada und den USA insgesamt über 100 Konzerte gab, bei denen ausschließlich weibliche Künstler (neben McLachlan unter anderem Meredith Brooks, Sheryl Crow, Emmylou Harris, Dar Williams oder Suzanne Vega) auf der Bühne standen. Ein Teil der Einnahmen (insgesamt über $500.000) wurde für Frauenprojekte vor Ort gestiftet. Ihren größten Auftritt mit mehr als einer Milliarde Zuschauern in aller Welt hatte sie während der Eröffnungsfeier der Olympischen Winterspiele am 12. Februar 2010 im BC Place Stadium in Vancouver. Dabei sang sie ihren Song „Ordinary Miracle“.
McLachlan war von 1997 bis 2008 mit dem Musiker Ashwin Sood verheiratet, mit dem sie zwei Töchter (geboren 2002 und 2007) hat.
Am 15. Juni 2011 wurde ihr die Ehrendoktorwürde der Simon Fraser University verliehen.

## Diskografie

### Studioalben
| Jahr | Titel                       | Höchstplatzierung, Gesamtwochen, AuszeichnungChartplatzierungen (Jahr, Titel, Platzierungen, Wochen, Auszeichnungen, Anmerkungen) | Höchstplatzierung, Gesamtwochen, AuszeichnungChartplatzierungen (Jahr, Titel, Platzierungen, Wochen, Auszeichnungen, Anmerkungen) | Höchstplatzierung, Gesamtwochen, AuszeichnungChartplatzierungen (Jahr, Titel, Platzierungen, Wochen, Auszeichnungen, Anmerkungen) | Höchstplatzierung, Gesamtwochen, AuszeichnungChartplatzierungen (Jahr, Titel, Platzierungen, Wochen, Auszeichnungen, Anmerkungen) | Höchstplatzierung, Gesamtwochen, AuszeichnungChartplatzierungen (Jahr, Titel, Platzierungen, Wochen, Auszeichnungen, Anmerkungen) | Höchstplatzierung, Gesamtwochen, AuszeichnungChartplatzierungen (Jahr, Titel, Platzierungen, Wochen, Auszeichnungen, Anmerkungen) | Anmerkungen                            |
| Jahr | Titel                       | DE | AT | CH | UK | US | CA | Anmerkungen                            |
| ---- | --------------------------- | --- | --- | --- | --- | --- | --- | -------------------------------------- |
| 1988 | Touch                       | — | — | — | — | US132 Gold · (12 Wo.)US | CA61 Platin · (… Wo.)CA | Erstveröffentlichung: 11. Oktober 1988 |
| 1991 | Solace                      | — | — | — | — | US167 Gold · (4 Wo.)US | CA21 ×2Doppelplatin · (… Wo.)CA                                                                                                   | Erstveröffentlichung: 29. Juni 1991    |
| 1993 | Fumbling Towards Ecstasy    | — | — | — | UK— SilberUK | US50 ×3Dreifachplatin · (100 Wo.)US                                                                                               | CA5 ×5Fünffachplatin · (… Wo.)CA                                                                                                  | Erstveröffentlichung: 22. Oktober 1993 |
| 1997 | Surfacing                   | — | — | — | UK47 Gold · (4 Wo.)UK | US2 ×8Achtfachplatin · (108 Wo.)US                                                                                                | CA1 Diamant · (51 Wo.)CA | Erstveröffentlichung: 15. Juli 1997    |
| 2003 | Afterglow                   | DE25 (7 Wo.)DE | AT72 (1 Wo.)AT | CH19 (7 Wo.)CH | UK33 Gold · (17 Wo.)UK | US2 ×2Doppelplatin · (52 Wo.)US                                                                                                   | CA1 ×5Fünffachplatin · (16 Wo.)CA                                                                                                 | Erstveröffentlichung: 4. November 2003 |
| 2006 | Wintersong                  | — | — | — | — | US7 Platin · (3 Wo.)US | CA1 ×2Doppelplatin · (16 Wo.)CA                                                                                                   | Erstveröffentlichung: 17. Oktober 2006 |
| 2007 | Influences                  | — | — | — | — | — | — | Erstveröffentlichung: 2007             |
| 2010 | Laws of Illusion            | DE80 (1 Wo.)DE | — | CH49 (2 Wo.)CH | UK76 (1 Wo.)UK | US3 (15 Wo.)US | CA2 (1 Wo.)CA | Erstveröffentlichung: 15. Juni 2010    |
| 2014 | Shine On                    | — | — | — | UK71 (1 Wo.)UK | US4 (15 Wo.)US | CA1 (5 Wo.)CA | Erstveröffentlichung: 6. Mai 2014      |
| 2015 | The Classic Christmas Album | — | — | — | — | US199 (1 Wo.)US | — | Erstveröffentlichung: 2. Oktober 1995  |
| 2016 | Wonderland                  | — | — | — | — | US56 (6 Wo.)US | CA12 Gold · (10 Wo.)CA | Erstveröffentlichung: 21. Oktober 2016 |

### Livealben
| Jahr | Titel          | Höchstplatzierung, Gesamtwochen, AuszeichnungChartplatzierungen (Jahr, Titel, Platzierungen, Wochen, Auszeichnungen, Anmerkungen) | Höchstplatzierung, Gesamtwochen, AuszeichnungChartplatzierungen (Jahr, Titel, Platzierungen, Wochen, Auszeichnungen, Anmerkungen) | Anmerkungen                            |
| Jahr | Titel          | US | CA | Anmerkungen                            |
| ---- | -------------- | --- | --- | -------------------------------------- |
| 1999 | Mirrorball     | US3 ×3Dreifachplatin · (67 Wo.)US                                                                                                 | CA2 ×5Fünffachplatin · (14 Wo.)CA                                                                                                 | Erstveröffentlichung: 15. Juni 1999    |
| 2004 | Afterglow Live | US107 ×2Doppelplatin (Videoalbum) · (2 Wo.)US                                                                                     | — | Erstveröffentlichung: 7. November 2004 |

Weitere Livealben
- 2006: Mirrorball: The Complete Concert

### Kompilationen
| Jahr | Titel                                     | Höchstplatzierung, Gesamtwochen, AuszeichnungChartplatzierungen (Jahr, Titel, Platzierungen, Wochen, Auszeichnungen, Anmerkungen) | Höchstplatzierung, Gesamtwochen, AuszeichnungChartplatzierungen (Jahr, Titel, Platzierungen, Wochen, Auszeichnungen, Anmerkungen) | Anmerkungen                           |
| Jahr | Titel                                     | US | CA | Anmerkungen                           |
| ---- | ----------------------------------------- | --- | --- | ------------------------------------- |
| 1996 | Rarities, B-Sides and Other Stuff         | US44 (4 Wo.)US | CA6 ×3Dreifachplatin · (… Wo.)CA                                                                                                  | Erstveröffentlichung: 17. Juni 1996   |
| 2008 | Rarities, B-Sides and Other Stuff, Vol. 2 | US44 (4 Wo.)US | CA2 Platin · (7 Wo.)CA | Erstveröffentlichung: 29. April 2008  |
| 2008 | Closer: The Best of Sarah McLachlan       | US11 (22 Wo.)US | CA3 (6 Wo.)CA | Erstveröffentlichung: 7. Oktober 2008 |

Weitere Kompilationen
- 2005: iTunes Originals – Sarah McLachlan
- 2013: The Essential (UK: Silber)
- 2015: The Box Set Series

### Remixalben
| Jahr | Titel                | Höchstplatzierung, Gesamtwochen, AuszeichnungChartplatzierungen (Jahr, Titel, Platzierungen, Wochen, Auszeichnungen, Anmerkungen) | Höchstplatzierung, Gesamtwochen, AuszeichnungChartplatzierungen (Jahr, Titel, Platzierungen, Wochen, Auszeichnungen, Anmerkungen) | Anmerkungen                             |
| Jahr | Titel                | US | CA | Anmerkungen                             |
| ---- | -------------------- | --- | --- | --------------------------------------- |
| 1994 | The Freedom Sessions | US78 Gold · (5 Wo.)US | CA36 Platin · (… Wo.)CA | Erstveröffentlichung: 6. Dezember 1994  |
| 2001 | Remixed              | US200 Platin · (1 Wo.)US | CA10 Platin · (3 Wo.)CA | Erstveröffentlichung: 26. Juni 2001     |
| 2005 | Bloom: Remix Album   | US76 (2 Wo.)US | CA22 (… Wo.)CA | Erstveröffentlichung: 6. September 2005 |

### EPs
| Jahr | Titel         | Höchstplatzierung, Gesamtwochen, AuszeichnungChartsChartplatzierungen (Jahr, Titel, Platzierungen, Wochen, Auszeichnungen, Anmerkungen) | Anmerkungen                        |
| Jahr | Titel         | CA | Anmerkungen                        |
| ---- | ------------- | --- | ---------------------------------- |
| 2004 | Live Acoustic | CA23 (… Wo.)CA | Erstveröffentlichung: 31. Mai 2004 |

Weitere EPs
- 1992: Live
- 2006: Live from Etown: 2006 Christmas Special

### Singles als Leadmusikerin
| Jahr | Titel Album                                              | Höchstplatzierung, Gesamtwochen, AuszeichnungChartplatzierungen (Jahr, Titel, Album, Platzierungen, Wochen, Auszeichnungen, Anmerkungen) | Höchstplatzierung, Gesamtwochen, AuszeichnungChartplatzierungen (Jahr, Titel, Album, Platzierungen, Wochen, Auszeichnungen, Anmerkungen) | Höchstplatzierung, Gesamtwochen, AuszeichnungChartplatzierungen (Jahr, Titel, Album, Platzierungen, Wochen, Auszeichnungen, Anmerkungen) | Höchstplatzierung, Gesamtwochen, AuszeichnungChartplatzierungen (Jahr, Titel, Album, Platzierungen, Wochen, Auszeichnungen, Anmerkungen) | Höchstplatzierung, Gesamtwochen, AuszeichnungChartplatzierungen (Jahr, Titel, Album, Platzierungen, Wochen, Auszeichnungen, Anmerkungen) | Höchstplatzierung, Gesamtwochen, AuszeichnungChartplatzierungen (Jahr, Titel, Album, Platzierungen, Wochen, Auszeichnungen, Anmerkungen) | Anmerkungen                                                                   |
| Jahr | Titel Album                                              | DE | AT | CH | UK | US | CA | Anmerkungen                                                                   |
| ---- | -------------------------------------------------------- | --- | --- | --- | --- | --- | --- | ----------------------------------------------------------------------------- |
| 1991 | The Path of Thorns (Terms) Solace                        | — | — | — | — | — | CA24 (… Wo.)CA | Erstveröffentlichung: 1991                                                    |
| 1991 | Into the Fire Solace                                     | — | — | — | — | — | CA30 (… Wo.)CA | Erstveröffentlichung: 1991                                                    |
| 1992 | Drawn to the Rhythm Solace                               | — | — | — | — | — | CA56 (… Wo.)CA | Erstveröffentlichung: 7. Februar 1992                                         |
| 1993 | Possession Fumbling Towards Ecstasy                      | — | — | — | — | US73 (19 Wo.)US | CA26 (… Wo.)CA | Erstveröffentlichung: 10. September 1993                                      |
| 1994 | Hold On Fumbling Towards Ecstasy                         | — | — | — | — | — | CA59 (… Wo.)CA | Erstveröffentlichung: 8. Mai 1994                                             |
| 1994 | Fumbling Towards Ecstasy                                 | — | — | — | — | — | CA58 (… Wo.)CA | Erstveröffentlichung: 1994 Promo-Single                                       |
| 1994 | Good Enough Fumbling Towards Ecstasy                     | — | — | — | — | US77 (10 Wo.)US | CA9 (… Wo.)CA | Erstveröffentlichung: 12. September 1994                                      |
| 1995 | I Will Remember You The Brothers McMullen (Soundtrack)   | — | — | — | UK95 (1 Wo.)UK | US65 (20 Wo.)US | CA10 (… Wo.)CA | Erstveröffentlichung: 1995                                                    |
| 1997 | Building a Mystery Surfacing                             | — | — | — | — | US13 (22 Wo.)US | CA1 (… Wo.)CA | Erstveröffentlichung: 9. Juni 1997                                            |
| 1998 | Sweet Surrender Surfacing                                | — | — | — | — | US71 (14 Wo.)US | CA2 (… Wo.)CA | Erstveröffentlichung: 1998                                                    |
| 1998 | Adia Surfacing                                           | DE96 (1 Wo.)DE | — | — | UK18 (5 Wo.)UK | US3 Gold · (27 Wo.)US | CA3 (… Wo.)CA | Erstveröffentlichung: 2. März 1998                                            |
| 1998 | Angel Surfacing                                          | DE57 (4 Wo.)DE | AT17 (15 Wo.)AT | CH17 (14 Wo.)CH | UK— GoldUK | US4 Gold · (28 Wo.)US | CA9 (… Wo.)CA | Erstveröffentlichung: 28. September 1998 erreichte in DE erst 2012 die Charts |
| 1999 | I Will Remember You (Live) Mirrorball                    | — | — | — | — | US14 Gold · (20 Wo.)US | CA10 (… Wo.)CA | Erstveröffentlichung: 1999                                                    |
| 1999 | Ice Cream (Live) Mirrorball                              | — | — | — | — | — | CA9 (… Wo.)CA | Erstveröffentlichung: 1999 Promo-Single                                       |
| 2002 | Angel (Remix) Remixed                                    | — | — | — | UK36 (7 Wo.)UK | — | — | Erstveröffentlichung: 2002                                                    |
| 2003 | Fallen Afterglow                                         | — | — | — | UK50 (2 Wo.)UK | US41 Gold · (21 Wo.)US | CA9 (… Wo.)CA | Erstveröffentlichung: 22. September 2003                                      |
| 2004 | World on Fire Afterglow                                  | — | — | — | UK72 (2 Wo.)UK | — | — | Erstveröffentlichung: 14. Juni 2004                                           |
| 2006 | River Wintersong                                         | — | — | — | — | US71 (3 Wo.)US | — | Erstveröffentlichung: 2006                                                    |
| 2006 | Ordinary Miracle Rarities, B-Sides & Other Stuff, Vol. 2 | — | — | — | — | — | CA66 (18 Wo.)CA | Erstveröffentlichung: 2006                                                    |
| 2008 | U Want Me 2 Closer: The Best of Sarah McLachlan          | — | — | — | — | — | CA40 (20 Wo.)CA | Erstveröffentlichung: 8. August 2008                                          |
| 2009 | Don’t Give Up on Us Closer: The Best of Sarah McLachlan  | — | — | — | — | — | CA96 (1 Wo.)CA | Erstveröffentlichung: 2009                                                    |
| 2009 | One Dream –                                              | — | — | — | — | US3 (10 Wo.)US | CA52 (4 Wo.)CA | Erstveröffentlichung: 2009                                                    |
| 2010 | Loving You Is Easy Laws Of Illusion                      | — | — | — | — | — | CA82 (16 Wo.)CA | Erstveröffentlichung: 23. April 2010                                          |
| 2010 | Forgiveness Laws Of Illusion                             | — | — | — | — | — | CA71 (1 Wo.)CA | Erstveröffentlichung: 7. September 2010                                       |

Weitere Singles
- 1989: Vox
- 1989: Steaming
- 1990: Ben’s Song (nur in Japan veröffentlicht)
- 1992: I Will Not Forget You
- 1992: Wear Your Love Like Heaven
- 1996: Full of Grace
- 2000: I Love You (Remix)
- 2004: Push (Live)
- 2005: Train Wreck (Remix)
- 2006: Happy Xmas (War Is Over)
- 2006: Have Yourself a Merry Little Christmas
- 2011: Illusions of Bliss
- 2013: What’s It Gonna Take
- 2014: In Your Shoes
- 2014: Monsters
- 2016: The Long Goodbye

### Singles als Gastmusikerin
| Jahr | Titel Album                       | Höchstplatzierung, Gesamtwochen, AuszeichnungChartplatzierungen (Jahr, Titel, Album, Platzierungen, Wochen, Auszeichnungen, Anmerkungen) | Höchstplatzierung, Gesamtwochen, AuszeichnungChartplatzierungen (Jahr, Titel, Album, Platzierungen, Wochen, Auszeichnungen, Anmerkungen) | Höchstplatzierung, Gesamtwochen, AuszeichnungChartplatzierungen (Jahr, Titel, Album, Platzierungen, Wochen, Auszeichnungen, Anmerkungen) | Höchstplatzierung, Gesamtwochen, AuszeichnungChartplatzierungen (Jahr, Titel, Album, Platzierungen, Wochen, Auszeichnungen, Anmerkungen) | Höchstplatzierung, Gesamtwochen, AuszeichnungChartplatzierungen (Jahr, Titel, Album, Platzierungen, Wochen, Auszeichnungen, Anmerkungen) | Anmerkungen                                                           |
| Jahr | Titel Album                       | DE | AT | CH | UK | CA | Anmerkungen                                                           |
| ---- | --------------------------------- | --- | --- | --- | --- | --- | --------------------------------------------------------------------- |
| 1999 | Silence Karma                     | — | — | — | UK73 (1 Wo.)UK | — | Erstveröffentlichung: 3. Mai 1999 Delerium feat. Sarah McLachlan      |
| 2000 | Silence (Remixes) –               | DE16 (14 Wo.)DE | AT56 (4 Wo.)AT | CH100 (1 Wo.)CH | UK3 Platin · (16 Wo.)UK | CA5 (… Wo.)CA | Erstveröffentlichung: 30. Oktober 2000 Delerium feat. Sarah McLachlan |
| 2004 | Silence 2004 The Best of Delerium | — | — | — | UK38 (8 Wo.)UK | — | Erstveröffentlichung: 2004 Delerium feat. Sarah McLachlan             |

Weitere Gastbeiträge
- 2003: God Rest You Merry, Gentlemen / We Three Kings (Barenaked Ladies feat. Sarah McLachlan)
- 2005: Pills (Live) (The Perishers feat. Sarah McLachlan)
- 2005: Time After Time (Cyndi Lauper feat. Sarah McLachlan)
- 2007: Sing (Annie Lennox mit Sarah McLachlan)
- 2008: Silence 2008 (Delerium feat. Sarah McLachlan)
- 2010: Silence 2010 (Delerium feat. Sarah McLachlan)

### Videoalben
- 1999: Mirrorball (CA: ×4Vierfachplatin , US: Platin)
- 2004: Afterglow Live

## Auszeichnungen für Musikverkäufe
| Goldene Schallplatte - Australien - 1999: für das Album Surfacing - 2003: für das Album Afterglow - Neuseeland - 2004: für das Album Afterglow - 2009: für das Album Closer: The Best of Sarah McLachlan - Vereinigte Staaten - 2023: für das Lied When She Loved Me | Platin-Schallplatte - Australien - 2008: für das Videoalbum Mirrorball - Neuseeland - 1999: für das Album Surfacing - 1999: für das Album Mirrorball |

Anmerkung: Auszeichnungen in Ländern aus den Charttabellen bzw. Chartboxen sind in ebendiesen zu finden.
| Land/RegionAuszeichnungen für Musikverkäufe (Land/Region, Auszeichnungen, Verkäufe, Quellen) | Silber     | Gold       | Platin       | Diamant  | Verkäufe   | Quellen                   |
| -------------------------------------------------------------------------------------------- | ---------- | ---------- | ------------ | -------- | ---------- | ------------------------- |
| Australien (ARIA)                                                                            | —          | 2× Gold2   | Platin1      | —        | 85.000     | aria.com.au               |
| Kanada (MC)                                                                                  | —          | Gold1      | 30× Platin30 | Diamant1 | 3.660.000  | musiccanada.com           |
| Neuseeland (RMNZ)                                                                            | —          | 2× Gold2   | 2× Platin2   | —        | 45.000     | aotearoamusiccharts.co.nz |
| Vereinigte Staaten (RIAA)                                                                    | —          | 8× Gold8   | 21× Platin21 | —        | 22.300.000 | riaa.com                  |
| Vereinigtes Königreich (BPI)                                                                 | 2× Silber2 | 3× Gold3   | Platin1      | —        | 1.320.000  | bpi.co.uk                 |
| Insgesamt                                                                                    | 2× Silber2 | 16× Gold16 | 55× Platin55 | Diamant1 |            |                           |

## Künstlerauszeichnungen
- Dance Music Award
  - 2000: in der Kategorie „Critics Choice Track“ (Silence)

- Grammy
  - 1997: in der Kategorie „Best Female Pop Vocal Performance“ (Building a Mystery)
  - 1997: in der Kategorie „Best Pop Instrumental Performance“ (Last Dance)
  - 1999: in der Kategorie „Best Female Pop Vocal Performance“ (I Will Remember You)

- Juno Awards
  - 1992: in der Kategorie „Bestes Musikvideo“ für Into the Fire
  - 1998: in der Kategorie „Album des Jahres“ für Surfacing
  - 1998: in der Kategorie „Single des Jahres“ für Building a Mystery
  - 1998: in der Kategorie „Songwriter des Jahres“
  - 1998: in der Kategorie „Sängerin des Jahres“
  - 2000: in der Kategorie „International Achievement Award“
  - 2004: in der Kategorie „Songwriter des Jahres“
  - 2004: in der Kategorie „Pop-Album des Jahres“ für Afterglow
  - 2015: in der Kategorie „Adult-Contemporary-Album des Jahres“ für Shine On
  - 2017: in der Kategorie „Adult-Contemporary-Album des Jahres“ für Wonderland
  - 2017: Aufnahme in die Canadian Music Hall of Fame[5]